# Las Mercedes (ville de Guárico)
Pour les articles homonymes, voir Mercedes.
Las Mercedes, également Mercedes del Llano, est une ville de l'État de Guárico au Venezuela, capitale de la paroisse civile de Las Mercedes et chef-lieu de la municipalité de Las Mercedes dans. Sa population s'élève à 18 977 habitants au recensement d'août 2011.

## Géographie

### Transports

#### Transport routier
La ville est desservie par la route depuis Chaguaramas, voie nommée carretera Chaguaramas-Las Mercedes et traversée par la route dite Local 6.

#### Transport aérien
La ville est desservie par les deux aérodromes comportant chacun une piste, dite pista de Toromacho et pista de Bajo Verde.

## Histoire
En 2012, d'importants travaux de maintenance sont effectués sur les réseaux électriques de la ville par la société Corpoelec ayant touché les rues Paez, El Ganado, Negro Primero, Colon, Barrio El Estadium, Las Perlas, la Vía Reforma et leurs alentours.
Fin septembre 2018 ont eu lieu les foires fêtes socialistes Las Mercedes 2018 (Ferias y Fiestas Socialistas Las Mercedes 2018, en espagnol) lors desquelles ont eu lieu le « couronnement de la reine », des manifestations culturelles et religieuses, en présence du président de la société Silmaca, José Leopoldo Matos.

## Culture
La collection Casa parroquial (« maison paroissiale », en français) possède les registres ecclésiastiques de baptêmes et confirmations et mariages, dont le premier date de 1943 entre Tomás Rodríguez Moreno et Rosa Elfraile tandis que le premier baptême célébré par le père Celestino Gómez Vásquez date de 1939. Ces registres forment une importante partie de la culture locale. La collection privée de Lilia Mendoza comporte d'importantes pièces comme une meule en bois appartenant à la famille depuis quatre générations tandis qu'une autre collection privée, celle de Zunilde Zerpa Belisario comporte des ustensiles domestiques remontant à 1903.